# Vol China Eastern Airlines 5735
Le 21 mars 2022, à 14 h 23, un Boeing 737-800 effectuant le vol China Eastern Airlines 5735 s'écrase près de Wuzhou, dans le xian de Teng (Guangxi) au sud-ouest de la Chine avec 132 personnes à son bord,,. Environ une heure après son décollage de l'aéroport international de Kunming Changshui, l'avion entame une chute en piqué avant de percuter à grande vitesse une colline boisée du district de Tengxian, près du village de Molang. Il n'y a aucun survivant.

## Contexte

### Avion
L'appareil impliqué est un Boeing 737-89P âgé de près de sept ans, numéro de série 41474 et immatriculé B-1791. Propulsé par deux turboréacteurs CFM56, il effectue son premier vol le 5 juin 2015 avant d'être livré à la compagnie aérienne China Eastern Yunnan Airlines (filiale de China Eastern Airlines), son seul exploitant, le 25 juin.
Le Boeing 737-800 est le prédécesseur du Boeing 737 Max qui a été interdit de vol en Chine pendant trois ans après les accidents du vol Lion Air 610 en octobre 2018 et du vol Ethiopian Airlines 302 en mars 2019 dû au nouveau système MCAS. Au moment de l'accident, le dernier accident aérien impliquant le 737-800 est le vol Air India Express 1344, qui s'écrase sur la piste de l'aéroport international de Calicut, en Inde, le 7 août 2020. Le dernier accident aérien en Chine remonte au 24 août 2010, lorsque l'Embraer 190-E du vol Henan Airlines 8387 s'écrase près de l'aéroport de Yichun Lindu, faisant 44 morts.

### Passagers et équipage
L'Administration de l'aviation civile de Chine (CAAC) et la compagnie aérienne ont signalé que 123 passagers et 9 membres d'équipage étaient à bord. Tous les passagers étaient de nationalité chinoise.
Les trois pilotes, : 
- Le commandant de bord, Yang Hongda était employé comme pilote de Boeing 737 depuis janvier 2018, avec un total de 6 709 heures de vol.
- Le premier copilote, Zhang Zhengping était l'un des pilotes commerciaux les plus expérimentés de Chine, avec 31 769 heures, et un instructeur de vol pour China Eastern Airlines, ayant formé plus de 100 capitaines ; il a reçu le titre honorifique de « pilote méritoire » de l'aviation civile en 2011.
- Le deuxième copilote (en tant qu'observateur), Ni Gongtao, avec un total de 556 heures de vol, était à bord pour remplir des fonctions de formation.

## Déroulement du vol

Trajectoire du vol China Eastern Airlines 5735.

L'appareil assurait la liaison entre Kunming (Yunnan) et Canton (Guangdong). La liaison était perturbée les jours précédents avec des vols annulés les 16, 17 et 19 mars.
L'avion décolle de l'aéroport international de Kunming Changshui à 13 h 15 heure normale de Chine (5 h 15 UTC). Il devait atterrir à l'aéroport international de Canton-Baiyun à 15 h 5, soit environ deux heures plus tard. Il atteint son niveau de croisière de 29 100 pieds (8 900 m) à 13 h 28. Vers 14 h 20 min 45 s, alors que l'appareil est en croisière, il perd subitement de l'altitude jusqu'à atteindre environ 7 400 pieds (2 300 m) à 14 h 21 min 56 s. La vitesse du Boeing est alors de 1 092 km/h soit 590 nœuds. Pendant plusieurs secondes, le vol 5735 remonte et atteint 8 600 pieds (2 600 m) à 14 h 22 min 05 s, avant de replonger vers le sol. L'avion s'écrase finalement vers 14 h 23 au sud-ouest de Wuzhou à une vitesse de 700 km/h.
L'impact au sol a été filmé par une caméra de surveillance d'une société minière locale. Les images montrent l'avion en train de descendre rapidement, presque à la verticale. Le site de l'écrasement a également été filmé, montrant des débris et un incendie. De nombreux morceaux plus petits ont été retrouvés éparpillés dans les environs. Les 123 passagers et 9 membres d'équipage ont été tués sur le coup.

## Enquête
Le 23 mars, la CAAC annonce avoir retrouvé l'enregistreur phonique (CVR), a indiqué devant la presse Liu Lusong, le porte-parole de l'aviation civile (CAAC), qui contient deux heures d’enregistrement audio des conversations et bruits dans le cockpit : discussions entre les pilotes, communications avec l’équipage, mais aussi bruits d’ambiance dans l’avion, notamment des alarmes éventuelles grâce à quatre pistes d’enregistrement audio. La CAAC annonce que la carte mémoire est endommagée et qu'elle sera envoyée chez son constructeur pour analyse des données. La seconde boîte noire, enregistrant les paramètres de vol, est retrouvée le 27 mars 2022, enterrée dans le sol,.
Le site américain Aviation Safety Network précise : « L'endroit où la descente à partir de 29 100 pieds a été amorcée coïncide avec le point où le vol MU5735 a commencé sa descente (également à partir de 29 100 pieds), la veille de l'accident. ».
Selon le Wall Street Journal du 17 mai, l'analyse des données de l'enregistreur de paramètres n'aurait mis en évidence aucune anomalie et la trajectoire de l'appareil aurait été provoquée par une action intentionnelle de quelqu'un dans le cockpit.

## Réactions

### Des compagnies aériennes
À la suite de l'accident, la compagnie China Eastern Airlines annonce, dans un communiqué, l'immobilisation au sol de ses 109 autres Boeing 737-800.